# Epioblasma penita
Epioblasma penita es una especie de molusco bivalvo  de la familia Unionidae.  

## Distribución geográfica
Es  endémica de los Estados Unidos.

## Hábitat
Su hábitat natural son: los ríos. 

## Estado de conservación
Se encuentra amenazada de extinción por la pérdida de su hábitat natural.